# CryEngine 2
CryEngine 2 (иногда стилизовано CryENGINE2) — игровой движок, созданный немецкой компанией Crytek и впервые использованный в трёхмерном шутере от первого лица Crysis. CryEngine 2 базируется на движке CryEngine, созданном этой же компанией в 2002 году и впервые примененном в шутере Far Cry. Движок «CryEngine 2» является эксклюзивом для PC. Движок является полностью коммерческим и предлагается для лицензирования другим компаниям. CryEngine 2 — один из немногих для своего времени игровых движков, который использовал преимущества 64-разрядных (64-битных) операционных систем.

## История

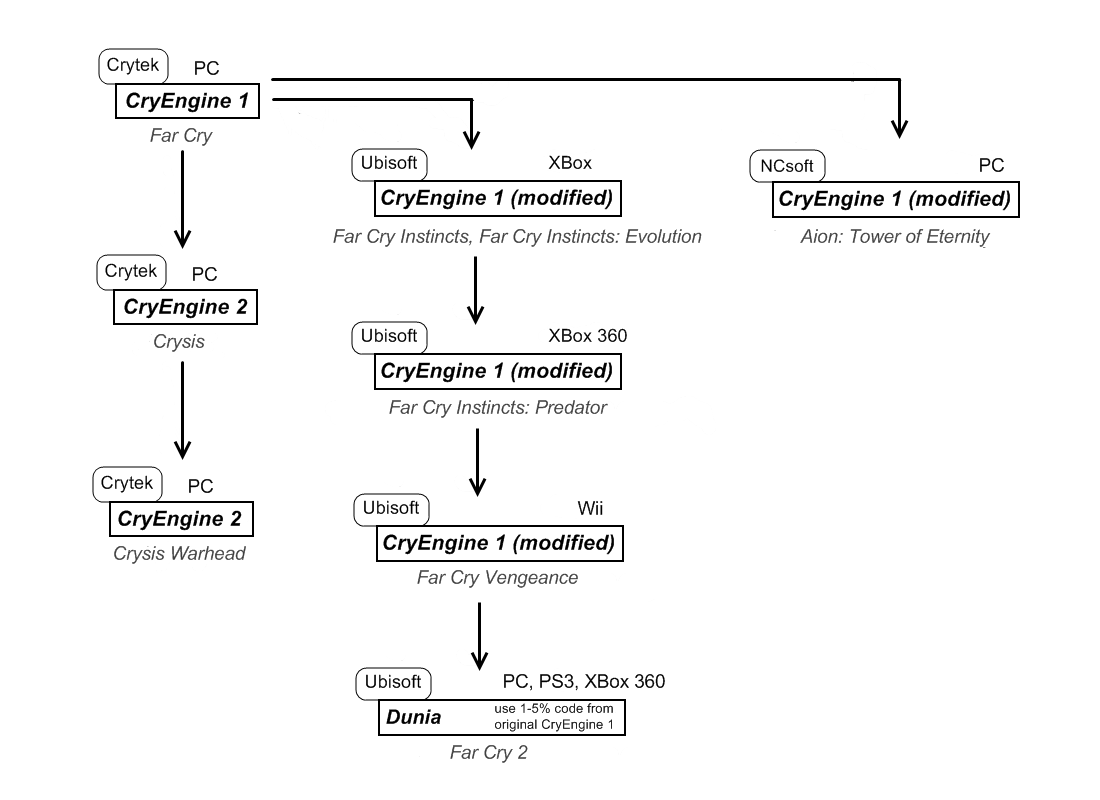
История развития игровых движков серии «CryEngine»

23 января 2006 года Crytek официально анонсирует свою вторую коммерческую компьютерную игру — Crysis. Тогда же стало известно о том, что Crysis будет основан на новом игровом движке от Crytek — «CryEngine 2». Сразу же после анонса движка Crytek неоднократно делала заявления о том, что движок CryEngine 2, как и игра Crysis, будет сугубо PC-эксклюзивом, так как игровые приставки Xbox 360 и PlayStation 3 не имеют достаточно системных мощностей, чтобы на них был запущен движок.
23 января 2007 года Crytek провела первую общественную демонстрацию CryEngine 2 и объявила о возможности лицензирования движка другим компаниям.
Crysis, первая игра на движке CryEngine 2, был выпущен 13 ноября 2007 года в Северной Америке, 15 ноября в Австралии, 16 ноября в Европе, 23 ноября в Новой Зеландии и 29 ноября в Японии.
Демонстрация движка на GDC 2008 проходила с 20 по 22 февраля включительно. Однако демонстрация движка на консолях Xbox 360 и PlayStation 3 проходила лишь для узкого круга журналистов и лицензиатов, доступ общественности к этой демонстрации был закрыт.
27 февраля 2008 года по результатам GDC 2008 игре Crysis на церемонии «Game Developers Choice Awards Ceremony» была присуждена награда «Best Technology Award» (рус. Лучшая технология). В этой категории Crysis соревновалась с такими играми, как Halo 3, Call of Duty 4: Modern Warfare, Portal и Assassin’s Creed и обошла их всех.
17 марта 2009 года в продаже появилась ПК-эксклюзивная игра Merchants of Brooklyn, являющаяся первой игрой на движке CryEngine 2, разработанной сторонней компанией Paleo Entertainment.

## Лицензирование CryEngine 2
CryEngine 2 лицензировался по трем типам лицензии:
- Игровая лицензия — для разработки коммерческих компьютерных игр;
- Программная лицензия — для разработки компьютерных продуктов, не связанных с играми;
- Образовательная лицензия — для образовательных учреждений.

### История лицензирования движка

ImagTP на Game Developers Conference 2008

31 января 2007 года CryEngine 2 был впервые лицензирован французской компанией ImagTP, основанной в 2003 году, которая специализируется на архитектурном и городском планировании и коммуникациях. Цель лицензирования движка состояла в том, чтобы создать программу, которая позволит клиентам точно видеть, какими будут строения или другие структуры прежде, чем будет предпринято любое фактическое строительство.
7 марта 2007 года Avatar Reality, новая студия по разработке игр, основанная в 2006 году и базирующаяся в Гонолулу, лицензировала CryEngine 2 для использования в Массовом Мультиплейерном Виртуальном Мире (англ. Massively Multiplayer Virtual World — англ. MMVW) Blue Mars, который расположен на терраформированном Марсе. Таким образом, Avatar Reality является первым разработчиком компьютерных игр, который лицензировал CryEngine 2.
27 апреля 2007 года ведущий южнокорейский разработчик игр WeMade Entertainment, Co., Ltd. лицензировал CryEngine 2 для использования в своих двух новых компьютерных играх: NED и Kailas.
3 июля 2007 года новая студия по разработке игр Paleo Entertainment, расположенная в Сан-Диего, Калифорния, лицензировала CryEngine 2. Движок будет использоваться в их первой игре «Merchants of Brooklyn», которая является шутером от первого лица.
25 июля 2007 года шведский разработчик MindArk лицензировал CryEngine 2 для использования в массивной многопользовательской онлайн-игре «Entropia Universe». Entropia Universe — смесь шутера и MMORPG, которая была запущена в 2003 году. С 2004 года проект стал окупаемым и привлёк более 615 тысяч человек. Было заявлено, что переход со старого движка Gamebryo на новый CryEngine 2 произойдёт к лету 2008 года, однако фактический переход состоялся лишь 17 августа 2009 года в виде обновления VU 10.0.
20 августа 2007 года CryEngine 2 был лицензирован компанией XLGames, которая планирует использовать его в своей новой неанонсированной многопользовательской ролевой онлайн-игре (MMORPG).
14 сентября 2007 года корейский разработчик Reloaded Studios лицензировал CryEngine 2 для использования в своей новой компьютерной ролевой игре «The Day», выход которой был запланирован на 2009 год.
17 сентября 2007 года Ringling College of Art and Design (рус. Колледж искусства и дизайна «Ringling»), расположенный во Флориде, США, стал первым высшим образовательным учреждением в мире с лицензией на CryEngine 2 для использования его в образовательных целях.
11 октября 2007 года Академия Игр (англ. Games Academy) приобрела образовательную лицензию на CryEngine 2 для использования его в своём обучающем плане, который начался с этого же дня. Таким образом Академия Игр стала вторым высшим образовательным учреждением, приобретшим лицензию на CryEngine 2. Академия Игр базируется в Берлине, Германия и является профессионально-технической школой, ведущей академией в Европе по обучению профессиональных игровых дизайнеров, художников и программистов. Академия Игр была основана в 2002 году и стала первой специализированной школой в сфере компьютерных и видеоигр в Германии.
16 ноября 2007 года Дармштадтский университет прикладных наук (нем. Hochschule Darmstadt) приобретает лицензию на движок CryEngine 2. Движок будет использоваться студентами на лекциях по игровым концепциям, игровому дизайну, компьютерной анимации и разработке движков.
6 марта 2008 года подразделение Гамбургского Университета прикладных наук (англ. Hamburg University of Applied Science), GamecityLab, лицензировало движок для обучения и исследований. Движок будет использоваться для обучения студентов у междисциплинарных проектах, а также для обучения студентов, претендующих на степень бакалавра и магистра.
19 мая 2008 года высшее немецкое учебное заведение — университет Mediadesign Hochschule (MDH), один из лидеров в немецком обучении по направлениям IT-технологий и медиа, получил лицензию на использования игрового движка CryEngine 2. Движок лицензирован для научно-исследовательских работ и обучения студентов университета, чтобы те смогли приобрести практический опыт в технологии визуализации. Движок будет доступен для междисциплинарных проектов и для студентов, претендующих на степень бакалавра в исследованиях геймдизайна.
26 июня 2008 года киприотская компания-издатель Troxit Services Ltd совместно с её дочерней компанией-разработчиком Panzar Studio объявили о использовании игрового движка CryEngine 2 в своей новой разрабатываемой компьютерной игре Panzar: Forged by chaos. «Forged by Chaos» является онлайновой игрой с множеством RPG-элементов, действие которой происходит у вымышленном фэнтезийном мире. Игра будет PC-эксклюзивом.
26 февраля 2010 года компания XLGames официально анонсировала игру ArcheAge в жанре MMORPG, которая использует CryEngine 2. Работа над игрой началась в 2006 году, в августе 2007 года была приобретена лицензия на CryEngine 2.

## Технические данные

### Описание и общие характеристики
Игровой движок CryEngine 2 предназначен для создания трёхмерных открытых (англ. outdoor) и закрытых (англ. indoor) локаций, используя интерфейс программирования приложений (англ. API) DirectX 9-й или 10-й версии. В движке CryEngine 2 присутствуют и усовершенствованы все технологии предшественника, CryEngine, а также присутствует много новых и инновационных графических технологий. CryEngine 2 — полнофункциональный инструментарий для разработки игр; он включает в себя, помимо графического движка, систему анимации персонажей, физический движок CryPhysics, звуковой движок, искусственный интеллект, игровой редактор уровней Sandbox 2, а также инструмент PolyBump 2. Все компоненты движка являются собственными разработками Crytek. Движок CryEngine 2 поддерживает и активно использует многопоточность в многоядерных процессорах и процессорах, использующих технологию многопоточности (например, технология HyperThreading).
Анализ производительности (англ. Performance Analysis)
Мощные инструментальные особенности позволяют разработчику анализировать производительность (англ. performance) движка в реальном времени, создавать детализированные отчёты об использовании памяти, а также выполнять автоматизированный сквозной (англ. walk-throughs) контроль каждого уровня, чтобы получить непротиворечивые и полные тестовые результаты.
Офлайн рендеринг (англ. Offline Rendering)
Создания потокового видео и изображений внутри игры облегчено благодаря включению специфичных консольных команд, которые могут вывести сцену с любой произвольной разрешающей способностью (англ. screen resolution) и/или отношением сторон (англ. aspect ratio), включая генерацию автосшитых (англ. autostitched) панорамных видов для использования на дисплеях с полным обзором в 360°.
Модульный дизайн C++ (англ. Modular C++ Design)
Код движка написан полностью на языке программирования C++, размещён в модулях, полностью задокументирован и прокомментирован. Скомпилированный движок размещён в отдельных DLL-файлах, каждый компонент движка размещён в отдельном файле. Это позволяет использовать компоненты выборочно, модифицировать и заменять только те компоненты, которые нуждаются в этом, а не весь движок.
Многопоточная поддержка (англ. Multithreading Support)
Чтобы получить максимальную выгоду от использования современной мультиядерной процессорной архитектуры, те подсистемы игрового движка CryEngine 2, которые создают наибольшую нагрузку на центральный процессор (физический движок, сеть и работа со звуком), были переписаны с учётом поддержки многопоточности.
Компилятор ресурсов (англ. Resource Compiler)
Активы (англ. assets) откомпилированы с их первоначальных форматов в версию, которая является наиболее оптимизированной под используемую платформу. Компиляция может производиться встроенным компилятором ресурсов. Это позволяет вносить глобальные изменения (например, mipmap-вычисления, работа с сетью) в выходные данные в зависимости от предварительных установок (англ. presets) и целевых платформ без изменения времени загрузки уровней, или необходимости разработчикам держать под рукой множество версий активов для различных платформ.
Система подкачки ресурсов (англ. Streaming System)
Объекты (англ. assets) могут быть загружены по требованию во время выполнения программы, что позволяет создавать большие уровни и увеличивать их сложность, и в то же время уменьшать количество используемой оперативной памяти.
Сетевая система «Клиент-сервер» (англ. Network Client and Server System)
Игровой движок CryEngine 2 имеет в своём составе полностью новую многопоточную сетевую систему, которая управляет всеми подключениями в режиме многопользовательской игры (мультиплеера). Сетевая система является надёжной, с низким временем ожидания (англ. low-latency) и низкой полосой пропускания (англ. low bandwidth), а также базируется на архитектуре «клиент-сервер», используя продвинутое ранжированное кодирование, основанное на алгоритмах сжатия.

### Рендерер (графический движок)

#### Версии рендерера
Графический движок (рендерер) является основной частью CryEngine 2, однако в составе CryEngine 2 входит четыре версии рендерера:
- 32-битный Direct3D 9 рендерер. Является самым переносимым из всех рендереров, так как работает как на 32-разрядных, так и на 64-разрядных системах, как на Windows XP, так и на Windows Vista. Вместе с тем является наименее графически качественным из всех. 
Путь: \Bin32\CryRendererD3D9.dll; Размер: 2966 Кб (2,89 Мб).
- 64-битный Direct3D 9 рендерер. Работает только на 64-разрядных версиях ОС Windows XP и Windows Vista. Предназначен только для Windows XP Professional x64-Edition, однако может работать и на Windows Vista x64-Edition. Является наименее ресурсозависимым и наиболее оптимизированным из всех рендереров при работе на Windows XP Professional x64-Edition, так как использует преимущество 64-битной архитектуры и работает под DirectX 9, который потребляет меньше системных ресурсов, чем DirectX 10 и использование Windows Vista. 
Путь: \Bin64\CryRendererD3D9.dll; Размер: 3265 Кб (3,18 Мб).
- 32-битный Direct3D 10 рендерер. Работает только на ОС Windows Vista, как на 32-битной, так и на 64-битной. Является наиболее ресурсозависимым и наименее оптимизированным из всех рендереров. 
Путь: \Bin32\CryRendererD3D10.dll; Размер: 2974 Кб (2,9 Мб).
- 64-битный Direct3D 10 рендерер. Работает только на 64-битной версии ОС — Windows Vista x64-Edition. Является наиболее графически качественным рендерером из остальных, так как использует Direct3D 10 API. Вместе с тем является довольно оптимизированным, так как использует преимущество 64-битной архитектуры. 
Путь: \Bin64\CryRendererD3D10.dll; Размер: 3029 Кб (2,95 Мб).

Для работы 64-разрядных (64-битных) операционных систем необходимы 64-битные процессоры. Все процессоры, выпущенные с начала 2005 года, являются 64-разрядными. Crytek официально заявила, что использование 64-битного рендерера повысит производительность на 10-15 % на поток по сравнению с 32-битным аналогом. Независимые тестирования на сайте iXBT.com только подтвердили это заявление. Этот факт объясняется тем, что при использовании 64-разрядной архитектуры весь уровень может загрузиться как в оперативную память, так и в файл подкачки. При использовании же 32-разрядной архитектуры на процесс может выделиться максимум 2 Гб, поэтому в процессе игры необходима подкачка новых данных из винчестера в оперативную память и выгрузка устаревших данных. Эти процессы приводят к дополнительным потерям производительности.
Графический движок поддерживает вершинные и пиксельные шейдеры версий 2.0 (DirectX 9.0), 3.0 (DirectX 9.0c) и 4.0 (DirectX 10).

#### Особенности и ключевые характеристики

Рассвет в компьютерной игре Crysis — пример динамической смены суток. Тёмные полосы позади деревьев на заднем плане — световые гребни (волны), эффект работы системы освещения графического движка, а в частности специального графического эффекта «Объёмные лучи (God Rays)». Данный эффект официально доступен только для настроек «Very High».

Закат в компьютерной игре Crysis — пример динамической смены суток. Отчётливо видно поверхность воды, обрабатываемую шейдерами, а также дымку на фоне задних деревьев.

Динамическое освещение и затенение в реальном времени (англ. Real Time Lighting and Dynamic Soft Shadows)
Рендерер CryEngine 2 использует естественно выглядящие источники освещения и создаёт мягкие тени, которые динамически реагируют на движения источников света и преграды между светом и затеняемой поверхностью. Тени являются высокого разрешения, правильными в перспективе, объёмные и с мягкими краями.
Технология затуманивания (англ. Volumetric, Layer and View Distance Fogging)
С помощи технологии затуманивания (англ. fogging) возможно создание облаков, дымки и туманных гряд, которые могут «обволакивать» поверхность земли и реалистично уменьшать видимость и контраст окружающей среды. Данная технология должным образом взаимодействует со светом и тенями, добавляя глубину и размерность ландшафту, уменьшая контраст сцены и ясность для отдалённых ориентиров.
Технология Terrain 2.5D и Окружающие карты преград (англ. Terrain 2.5D Ambient Occlusion Maps)
Графический движок CryEngine 2 первым в мире задействовал технологию Screen Space Ambient Occlusion, которая является усовершенствованным вариантом Ambient occlusion для рендеринга в реальном времени. Данная технология на пиксельном уровне аппроксимирует количество окружающего (заполняющего) света, который падает на статический или динамический объект. Аппроксимация зависит от количества окружающих преград, созданных листвой и другими объектами.
Карты нормалей и параллакс-маппинг (англ. Normal Maps and Parallax Occlusion Maps)
Карты нормалей (англ. Normal Maps) используются, чтобы уменьшить количество полигонов на деталях объектов. Используется алгоритм сжатия текстур 3DC/BC5. CryEngine 2 является первым в мире коммерческим графическим движком, который использует parallax occlusion mapping — продвинутый вариант parallax mapping. Благодаря ему поверхностные текстуры имеют множество деталей, которые нанесены без использования полигонов.
Карты окружения реального времени (англ. Real Time Ambient Maps)
Используется предпросчитывание (англ. pre-calculate) количества окружающего (заполняющего) света для последующего применения результата к закрытым локациям. Этот метод используется для увеличения качества освещения при применении попиксельного освещения и затенения в реальном времени. Это значит, что данные о яркости и цвете световой позиции будут динамически добавлены для заполнения световой интенсивности, применённой для освещения поверхностей в закрытых пространствах.
Подповерхностное рассеивание (англ. Subsurface Scattering)
Подповерхностное рассеивание моделирует диффузию (распространение) и дифракцию света, прошедшего через прозрачные объекты, такие как лёд и нефрит. Также может использоваться для создание естественно выглядящей кожи и растительности.
Адаптация глаз и Освещение в расширенном динамическом диапазоне (англ. Eye Adaptation & High Dynamic Range (HDR) Lighting)
Технология адаптации глаз используется для того, чтобы смоделировать физиологическую адаптацию человеческого глаза к внезапным или критическим изменениям условий освещения; например, переход из тёмной комнаты на улицу, залитую ярким солнечным светом. Рендеринг в расширенном динамическом диапазоне (HDR) увеличивает реалистичность сцен с критической яркостью и контрастными диапазонами.
Световые лучи и волны (англ. Light Beams & Shafts)

Вид из-под воды. Солнечные «зайчики» на дне — результат технологии «Godray» под водой. Сквозь водную поверхность можно увидеть сильно искаженные очертания надводных объектов, искажение которых является работой специальных шейдеров.

Технология световых лучей и волн (гребней, балок) используется для создания световых и теневых эффектов, которые возникают при пересечении светового потока с телом или высокодетализированной геометрией. Данная технология отвечает за генерацию эффектов «godray» под водой.
Расширенная шейдерная технология (англ. Advanced Shader Technology)
Система скриптов комбинирует использование текстур и математических функций разными способами для создания оригинальных эффектов, таких как грязь, мокрота, замороженность определённых поверхностей, эффект невидимости. Данные графические эффекты могут быть использованы как отдельно, так и в комбинации с более базовыми шейдерами, отвечающими за металлический блеск и/или прозрачность поверхностей, а также за другие эффекты. Поддерживаются по-пиксельное освещение в реальном времени, смазанные отражения (англ. bumpy reflections), преломление света (англ. refractions), объёмные эффекты жара (англ. volumetric glow effects), анимированные текстуры, прозрачные компьютерные дисплеи, окна, пулевые входные и выходные отверстия. Включено множество оригинальных шейдеров, которые способны полностью раскрыть все преимущества от использования унифицированной шейдерной архитектуры, которая присутствует только в API DirectX 10.
Высококачественная технология трёхмерного океана (англ. High Quality 3D Ocean Technology)
Данная технология динамически модифицирует поверхность океана, основываясь на направлении ветра и волн. Данная технология трёхмерного океана также автоматически генерирует обрезку воды в месте, где океан соприкасается с береговой линией, принимая во внимание контур береговой линии и глубину океана. В то же время каустическая симуляция создаёт реалистический визуальный просмотр с движущимися тенями и подсветкой под водой.

Лес в компьютерной игре Crysis. Хорошо видно мягкие сложные тени от деревьев на земле, а также сложные высокополигональные модели деревьев. У верхней части изображения на примере неба можно видеть работу освещения в расширенном динамическом диапазоне (HDR).

Размытость изображения при движении и глубина резкости (англ. Motion Blur & Depth of Field)
Размытость изображения при движении используется для моделирования визуальных эффектов, которые возникают при наблюдении быстро движущихся объектов (англ. Object Motion Blur — Объектная размытость изображения) или при резких движениях камеры. Размытость может быть применена к определённым объектам (англ. object based motion blur) и/или ко всей сцене (англ. screen based motion blur). Глубина резкости (англ. Depth of Field) используется для фокусировки глаз наблюдателя на конкретном объекте, в то время как все объекты, находящееся ближе или дальше наблюдаемого, подвергаются размытию, сила которого зависит от их удаления от наблюдаемого объекта.
Особенность управления уровнем детализации ландшафта (англ. Terrain LOD Management Feature)
Технология управления уровнем детализации LOD (англ. Level Of Detail — Уровень детализации), применимая к ландшафту игрового уровня, позволяет оптимально использовать ресурсы центрального процессора и системной (оперативной) памяти. Благодаря этой технологии близкие к игроку объекты и ландшафт рендерятся в максимальном качестве, а все дальние объекты и ландшафт отображаются в худшем качестве. Качество дальних объектов и элементов ландшафта зависит от их расстояния до игрока: чем дальше находятся — тем хуже отображаются. Благодаря этой технологии возможно отображения игрового мира на дальности до 8 километров (для сравнения: в предшественнике CryEngine максимальная дальность — 2 км).

### Polybump 2
Инструмент Polybump 2, разработанный Crytek, может использоваться или как автономная утилита, или как компонент, полностью интегрированный в другие инструментальные средства, такие как 3ds Max. Этот инструмент создаёт высококачественное описание поверхности. После этого Polybump 2 позволяет быстрое извлечение таких поверхностных особенностей, как карты нормалей (тангенс-пространственные или объектно-пространственные), карты смещения (англ. displacement maps), незакрытые направления областей (англ. unoccluded area direction), доступность и другие свойства. Извлечённая информация может использоваться для рендеринга низкополигональных моделей с поверхностными деталями, которые по качеству лишь немного уступают тем высокополигональным моделям, с которых данная поверхностная информация была извлечена. Между тем рендеринг низкополигональных моделей происходит значительно быстрее. Данные хранятся в промежуточном файле собственного формата. Таким образом, данные могут быть экспортированы по-разному, без повторных вычислений. Очень большое количество полигонов (порядка 10 миллионов) обрабатывается довольно быстро.

### Физический движок CryPhysics
CryPhysics — интегрированный в CryEngine 2 многопоточный физический движок реального времени. CryPhysics может быть применён к почти всем объектам на уровне, включая деревья и растительность, может реалистически моделировать реакцию этих объектов на такие воздействия, как гравитация, ветер, взрывы, трение и столкновение с другими объектами. Движок также обеспечивает взаимодействия типа «персонаж — кукла» (character to ragdoll) и «кукла — персонаж» (ragdoll to character). CryPhysics не нуждается в специальных физических ускорителях наподобие Ageia PhysX.
Расширенная верёвочная физика (англ. Advanced Rope Physics)
Гнущаяся растительность (англ. Bendable vegetation), которая отвечает на воздействие ветра, дождя или движения персонажа; реалистически смоделированные интерактивные верёвочные (канатные) мосты; физически управляемая анимация щупалец существ — всё это является лишь частью возможностей расширенной верёвочной физики.
Интерактивная и разрушающаяся окружающая среда (англ. Interactive and Destructible Environments)
Динамическая физика позволяет взаимодействовать на любой произвольный окружающий объект или форму, выборочно уничтожать строения, деревья или другие объекты, а потом взаимодействовать образовавшимися обломками и остатками. Движок использует заранее определённые характеристики разломов или разрушений объектов.

### Система анимации
Новая система анимации персонажей (англ. Character Animation System) CryEngine 2 значительно улучшила, по сравнению с анимационной системой CryEngine 1, анимацию людей, моделей и транспортных средств в реальном времени. Полностью интегрированный редактор персонажей предоставляет предварительный просмотр анимаций внутри редактора Sandbox 2, в то время как анимационный граф позволяет аниматору визуально определять состояние анимации персонажа и допустимые переходы между этими состояниями.
Система индивидуализации персонажей (англ. Character Individualisation System)
Система индивидуализации персонажей предоставляет возможность присоединять к основному объекту готовые заготовки (части), которые могут быть сами анимированы. Также есть возможность присоединять лица персонажей к телу. Можно заменять и перемещать почти все части тела, такие как головы, руки, ноги и т. д. Таким образом, из заготовок можно создать собственный уникальный объект, обладающий уникальной анимацией. Система поддерживает ручную и автоматизированную (с помощью процедур) генерацию готовых примеров (образцов), и потребляет минимум системных ресурсов. Дополнительная система основана на шейдерах, имитирующих грязь, складки одежды, а также включает камуфляжную окраску кожи персонажей.
Параметрическая скелетная анимация (англ. Parametric Skeletal Animation)
Смешивая заданные движения, которые базируются на определяемых пользователем параметрах, возможно получить чувствительный интерактивный контроль над персонажем с фокусировкой на правдоподобности и способности автоматически и естественно адаптироваться к изменению состояния игровой среды. Это позволяет персонажу передвигаться с различной скоростью, двигаться в гору или с горы, следовать по гладко или круто изменяющимся путям, а также изменять стиль передвижения.
Процедурное деформирование движения (англ. Procedural Motion Warping)
Процедурные алгоритмы, такие как CCD-IK, аналитический IK, основанный на примерах IK или физическая симуляция, используются для создания заранее проработанных анимаций. Все процедурные методы имеют в основе то, что компьютер пошагово следует алгоритмам и генерирует искусственные движения. Для избежания типичного компьютером сгенерированного изображения при комбинировании анимации захвата движения и искусственной анимации; движок использует такую методику деформирования, которая может сохранить стиль и состояние основного (базового) движения, несмотря на трансформации, которые накладывают ограничения.
Высококачественное сжатие анимации (англ. High Quality Animation Compression)
Используя адаптивную технологию сжатия ключевого кадра, CryEngine 2 может корректировать уровень сжатия, чтобы соответствовать той точности, которая нужна для любой данной анимации. Благодаря компрессии, которая незначительно искажает точность движения, стало возможным освободить по крайней мере 90 % ОЗУ.

### Редактор Sandbox 2
Игровой движок CryEngine 2 полностью интегрирован с игровым редактором уровней CryEngine 2 Sandbox 2 editor для предоставления дизайнерам функционала, соответствующего принципам «Что вы видите, в то вы и играете» (англ. What you see is what you play).
Особенности редактора уровней Sandbox 2:
- Встроенный редактор лицевой анимации
- Интегрированная система растительности и генерации поверхности ландшафта
- Продвинутая система ландшафта с интегрированной технологией воксельных объектов
- Потоковый граф
- Продвинутая система мягких частиц и интегрированный редактор эффектов
- Динамические параметры настройки времени дня
- Инструменты для создания дорог и рек
- Редактор транспортных средств

Для расширения возможностей редактора Sandbox 2 Crytek выпустила Crysis Mod SDK.

### Звуки и музыкальное сопровождение
Звуковая система (звуковой движок) в CryEngine 2 включает в себя много новых особенностей и усовершенствований вместе с концепцией управляемых данных. Каждый звук несёт в себе свои собственные характеристики, и звукорежиссёр имеет полный контроль над результатом работы, включая динамические звуковые эффекты, сопровождающие весь игровой процесс.
Звуковая система управления данными (англ. Data-driven Sound System)
Сложные и комплексные звуки могут быть легко созданы и предоставлены в студийном качестве при наличии поддержки всех доступных многоканальных систем объёмного (surround) звучания. Мультиплатформенная совместимость обеспечивается включённой звуковой библиотекой FMOD.
Интерактивная динамическая система музыкального сопровождения (англ. Interactive Dynamic Music System)
Динамическое воспроизведение музыкальных треков и плавные переходы между ними контролируются специально определённой логикой, которая реагирует на заранее заданные события, возникающие в игровом виртуальном мире.
Динамические звуки окружающего мира (англ. Dynamic World Sounds)
Любой физический контакт может породить уникальный звук, который зависит от таких параметров, как тип материала, тип объекта, масса и скорость. Эта технология обеспечивает неповторимую и чувствительную звуковую обратную связь (англ. feedback), которая связана с движением объектов в интерактивном игровом мире.
Внутриигровое микширование (англ. In Game Mixing)
Интегрированные функциональные возможности редактора Sandbox 2 и звуковые инструментальные средства обеспечивают эффективное микширование (смешивание). Это постоянно гарантирует хорошо микшированное проигрывание на каждом этапе разработки, позволяя обозревать результат или непосредственно в игре, или в других режимах редактора, таких как, например, редактор персонажей.
Звуки окружающей среды (англ. Environmental Audio)
Эта особенность позволяет звукорежиссёру добиваться плотного звукового эффекта, точно воспроизведя природные звуки с плавным сопряжением и бесшовным переходом между разными окружающими средами, например, эффект перемещения из закрытого помещения на открытое пространство.

### Система искусственного интеллекта
В CryEngine 2 присутствует гибкая и легко настраиваемая улучшенная система искусственного интеллекта (англ. Advanced AI System), которая обрабатывает поведение персонажей и транспортных средств. Эта система поддерживает комплексные требования к системе перемещения персонажей, которая предназначена для анимации человекоподобных (гуманоидных) объектов в достоверном стиле. Система полностью интегрирована с редактором CryEngine 2 Sandbox 2 editor.
Система искусственного интеллекта, управляемая скриптами LUA (англ. LUA Script Driven AI System)
Позволяет создавать сложное поведение искусственного интеллекта и контролировать поведенческую линию при помощи скриптового языка программирования Lua, без использования C++.
Динамическое обнаружение пути (англ. Dynamic Path Finding)
Расширенные двухмерные и трёхмерные алгоритмы могут изменять пути передвижения искусственного интеллекта в реальном времени в ответ на события, которые создают новые или разрушают существующие пути передвижения. Это является критической особенностью создания достоверного искусственного интеллекта у высоко интерактивной и разрушаемой окружающей среде.
Умные объекты (англ. Smart Objects)
Данная система предоставляет дизайнерам уровней соединять специализированные анимации к специфическим объектам простым образом. Анимация персонажей и объектов правильным образом выровнена в начале и конце процесса анимации, анимационная последовательность проигрывается корректно.

## Настройки Very High

На данном скриншоте можно отчётливо увидеть работу эффекта «объёмных лучей», который официально доступен только для Direct3D 10 и является одним из основных графических «козырей» этого режима. Однако данный скриншот сделан именно на Windows XP и DirectX 9, что отчётливо демонстрирует маркетинговую позицию Crytek.

После выхода демоверсии Crysis оказалось, что самые высокие настройки графики в игре (Very High или Ultra High) являются доступными только под Windows Vista. Таким образом, под Windows XP невозможно задействовать самые высокие настройки, даже если используемая видеокарта поддерживает DirectX 10. Разработчики объяснили этот факт тем, что некоторые, самые «продвинутые» возможности движка принципиально невозможно реализовать, используя DirectX 9c API.
Однако впоследствии оказалось, что режим «Very High» может быть включён под DirectX 9. «Очень высокий» графический режим DX9 выглядит почти идентичным режиму DX10, но с определёнными графическими особенностями, которые невозможно правильно воспроизвести под DX9. К ним относится, например, эффект размытия объекта при движении (англ. Object Motion Blur) и рендеринг шейдеров водной поверхности. Однако преимущественное большинство настроек вполне корректно работают на DX9 (к ним относятся, например, звуковой движок, физическая подсистема, качество текстур, детализация моделей и т. д.). Также полностью корректно и идентично DX10-рендереру работают такие «продвинутые» и технологичные эффекты, как God Rays, работа с мягкими тенями и все остальные.
Опираясь на результаты тестирования движка во «взломанном» Direct3D 9 режиме и «официальном» Direct3D 10 режиме, на сайте iXBT.com были сделаны следующие выводы:

Crysis, по сути, не является DX10-игрой, и запрет включения режима Very High под API DX9 есть ничто иное, как маркетинговое решение разработчика. Подавляющее большинство «DX10-эффектов» Crysis доступно и под DX9, а это означает, что шейдеры игры практически не используют уникальные новые возможности API DX10 или используют их без каких-либо последствий для результирующего качества картинки.

Данные выводы подтверждаются тем, что в аддоне к Crysis — Crysis Warhead, в котором используется улучшенная версия CryEngine2, самые высокие настройки доступны для DirectX 9 и Windows XP.
Разблокировать режим «Very High» можно двумя способами:
- Первый способ заключается в правке конфигурационных файлов игры, которые находятся в каталоге CvarGroups. В Интернете уже есть готовые комплекты всех необходимых «подправленных» конфигурационных файлов. После установки этих файлов при выставлении графических настроек в меню игры в режим «Высокий» («High») в действительности будут форсироваться настройки «Очень высокий» («Very High»).
- Второй способ заключается в подмене рендерера путём переименования файлов и прописывания режимов работы рендерера вручную (в параметрах ярлыка). При использовании этого способа в графическом меню игры откроется опция «Очень высокий» («Very High»)[57].

## Развитие движка

### Развитие движка в игре Crysis
Рой Тейлор (англ. Roy Taylor), Вице-президент Отдела отношений по информационному наполнению в NVIDIA, рассказывая о сложности движка, заявил, что в Crysis есть более чем миллион строк программного кода, 1 Гбайт текстурных данных и 85 000 шейдеров.
Патчи к игре Crysis вносят изменения и в движок, поэтому их выход можно считать продолжением развития движка.
Патч 1.1, выпущенный 8 января 2008 года, вносит изменения преимущественно в движок:
- улучшения режима SLI (бо́льшая производительность, поддержка технологии CrossFire);
- улучшение общей производительности игры;
- добавлена возможность настраивать Vertical Sync;
- добавлена возможность управления уровнем размытия при движении (англ. Motion Blur UI) и уровнем «расфокусировки»;
- исправлена ошибка, связанная со сменой разрешения при работе с Direct3D10;
- исправлена ошибка, связанная с глубиной резкости и прорисовкой капель воды при работе с Direct3D10.

Патч 1.2, выпущенный 6 марта 2008 года, также содержал изменения и оптимизации игрового движка:
- добавлены мультисемплинговые шейдеры для отображения теней;
- исправлены утечки памяти в режимах с использованием FSAA (англ. Full Screen AntiAliasing — рус. Полноэкранное Сглаживание).
- оптимизировано удаление остатков уничтоженных объектов в режиме DX10;
- оптимизировано размытие в движении при очень высоких настройках изображения в режиме DX10;
- исправлены утечки памяти при отображении растительности и уничтожаемых объектов.

### Развитие движка в играхCrysis WarheadиCrysis Wars
После анонса аддона (дополнения) к Crysis — Crysis Warhead, стало известно, что в аддоне будет существенно улучшен и оптимизирован движок. После выхода Crysis Warhead 18 сентября 2008 года многие независимые обозреватели действительно увидели и подтвердили оптимизацию движка. Однако стало известно, что для оптимизации разработчики уменьшили дальность прорисовки объектов и сделали уровень детализации более «агрессивным». Сайт Overclockers так прокомментировал этот факт: «Уменьшена дальность прорисовки, причем это умело скрыто за эффектами изменения глубины резкости. <…> Детализация текстур значительно уменьшается с увеличением расстояния от нас. <…> Ранее движок более старательно прорисовывал детали дальнего плана.».
Кроме оптимизаций, было переработано большое количество моделей и текстур. Также была внедрена новая система освещения (англ. global ambient lighting system). Для выставления самых высоких настроек («Very High») не нужно использовать ОС Windows Vista и библиотеку DirectX 10, как в случае с Crysis. Самые высокие настройки, в отличие от Crysis, доступны и на Windows XP и на DirectX 9.
Неожиданностью для многих обозревателей стало то, что в Crysis Warhead и Crysis Wars была убрана поддержка 64-битных систем, которая присутствовала во всех предыдущих играх Crytek. Разработчики обещали добавить поддержку 64-битных систем в одном из патчей. Предполагалось, что её отсутствие в играх связано с отсутствием подходящих для 64-битных программ систем защиты от копирования.
Поддержка 64-битных систем для обеих игр была добавлена в патчах. 4 ноября 2008 года вышел патч 1.1 для Crysis Wars, а 30 января 2009 года вышел патч 1.1 для Crysis Warhead, — оба патча добавили в игры поддержку 64-битных ОС.

### Дальнейшее развитие движка
В конце ноября 2007 года, задолго до анонса Crysis Warhead, появилась новость от главного аниматора Crytek Стивена Бендера (англ. Steven Bender). Он коротко рассказал об улучшениях в графической и технологической составляющих новой игры Crysis 2, а также о сюжете. В частности, в Crysis 2 планируется улучшение качества текстур, а также скелетной и лицевой анимации персонажей. Более того, в Интернете появились несколько скриншотов Crysis 2, однако их достоверность поставлена под сомнение.
Публично выступая в середине сентября 2008 года на игровой конференции Games Convention Asia 2008, Джеват Ерли затронул тему игровых приставок следующего поколения и следующую версию игрового движка CryEngine 3. Йерли заявил, что CryEngine 3 будет выпущен для следующего поколения консолей одновременно с этими новыми игровыми системами.
В интервью австралийскому сайту GameSpot в конце сентября 2008 года Джеват Ерли во второй раз за месяц затронул тему игровых приставок следующего поколения, заявив, что одновременно с их появлением на рынке — в 2011—2012 года — произойдёт очередной прорыв в качестве игровой графики. «Следующий прорыв в графике произойдёт в 2011/2012 годах; конечно же, он будет связан с выходам на рынок нового поколения консолей, — отметил Йерли. — PS4, Xbox 720 и соответствующий им по мощности РС позволят разработчикам создавать игры, качество графики в которых не будет сильно уступать современному CG».

### CryEngine 3
CryEngine 3 — игровой движок, разрабатываемый немецкой компанией Crytek и являющийся преемником движка CryEngine 2. CryEngine 3 является первым не ПК-эксклюзивным движком Crytek, — он ориентирован на игровые приставки Microsoft Xbox 360 и Sony PlayStation 3, а также на их последующие версии. Кроме того, движок ориентирован на разработку многопользовательских онлайновых игр (англ. Massively Multiplayer Online Game — MMOG). Движок CryEngine 3 является полностью коммерческим, и основным акцентом при его разработке является его лицензирование другими компаниями.

## Игры, использующие CryEngine 2
| Название игры                          | Жанр игры                                                 | Дата выхода                                          | Разработчик                                  |
| -------------------------------------- | --------------------------------------------------------- | ---------------------------------------------------- | -------------------------------------------- |
| Crysis                                 | шутер от первого лица                                     | 16 октября 2007 года                                 | Crytek                                       |
| Crysis Warhead                         | шутер от первого лица                                     | 18 сентября 2008 года                                | Crytek Budapest (Будапештский филиал Crytek) |
| Crysis Wars (в составе Crysis Warhead) | многопользовательский шутер от первого лица               | 18 сентября 2008 года                                | Crytek                                       |
| Merchants of Brooklyn                  | шутер от первого лица                                     | 17 марта 2009 года                                   | Paleo Entertainment                          |
| Drug Wars                              | шутер от первого лица                                     | 30 июля 2009 года                                    | Paleo Entertainment                          |
| Entropia Universe                      | массовая многопользовательская ролевая онлайн-игра        | 17 августа 2009 года — обновление VU 10.0            | MindArk                                      |
| Blue Mars                              | массовая многопользовательская онлайн-игра                | открытая бета-версия стартовала 2 сентября 2009 года | Avatar Reality                               |
| NED                                    | стратегия в реальном времени                              | в разработке (TBA)                                   | WeMade Entertainment                         |
| Kailas                                 | массовая многопользовательская ролевая онлайн-игра        | в разработке (TBA)                                   | WeMade Entertainment                         |
| The Day                                | компьютерная ролевая игра                                 | в разработке (TBA)                                   | Reloaded Studios                             |
| Vigilance                              | компьютерная игра, предназначенная для военной подготовки | в разработке (TBA)                                   | Harrington Group                             |
| Lightspire: Fortune’s Web              | кооперативная компьютерная ролевая игра                   | в разработке (TBA)                                   | Lukewarm Media                               |
| Project E:st                           | массовая многопользовательская ролевая онлайн-игра        | в разработке (TBA)                                   | Polygon Games                                |
| Hunt The THING                         | массовая многопользовательская онлайн-игра                | 22 сентября 2011 года                                | NEVERDIE Studios                             |

## Другие лицензии
1. ImagTP — архитектурная программа[16].

Vigilance на Game Developers Conference 2008

2. Ringling College of Art and Design — образовательная лицензия[36][37][38].
3. Дармштадтский Университет Прикладных Наук — образовательная лицензия[42][43].
4. Академия Игр — образовательная лицензия[39][40][41].
5. Гамбургский Университет прикладных наук — образовательная лицензия[44].
6. Mediadesign Hochschule — образовательная лицензия[45][45].

### Официальные ресурсы
- CryENGINE 2 official website (англ.)
- Официальный иллюстрированный PDF-документ, описывающий все спецификации CryENGINE 2 (англ.)
- CryENGINE 2 Specifications (англ.)
- CryENGINE 2 Tutorials (англ.)
- Официальный сайт сообщества Crysis: все патчи, моды и документация (англ.)

### Анализ движка в играх Crysis и Crysis Warhead на сайтеiXBT.com
Статьи размещены соответственно времени их написания
- Данил Гридасов. i3D-Quality — Под микроскопом — Ноябрь 2007 — Crysis. iXBT.com (8 декабря 2007). Дата обращения: 8 мая 2009.
- Ошибки в играх: Crysis: часть 1, часть 2
- Данил Гридасов. i3D-Quality — Под микроскопом — Апрель-май 2008 — Crysis — полгода спустя. iXBT.com (28 мая 2008). Дата обращения: 8 мая 2009.
- Данил Гридасов. i3D-Quality — Под микроскопом — Апрель-май 2008 — DX9 vs DX10 в Crysis. iXBT.com (28 мая 2008). Дата обращения: 8 мая 2009.
- Данил Гридасов. i3D-Quality — Под микроскопом — Август-сентябрь 2008 — Crysis Warhead, DX9 vs. DX10. iXBT.com (23 октября 2008). Дата обращения: 8 мая 2009.

### Описание, анализ движка и тестирование его на разных видеокартах
- Вячеслав Егоров. Атмосферные эффекты в играх (Crytek, перевод) 4. GameDev.ru (22 октября 2007). Дата обращения: 1 сентября 2009.
- Crysis — статья в Livejournal, детально описывающая графические технологии в игре
- Crysis: тестирование 14 видеокарт в игре на сайте www.rusdoc.ru (рус.)
- Crysis: тесты производительности видеокарт и качества на сайте THG.ru (рус.)
- Евгений Пугач. Игры против железа: Crysis. журнал «Домашний ПК» (14 декабря 2007). Дата обращения: 2 августа 2009. Архивировано 11 марта 2012 года.